# Десятовське сільське поселення
Деся́товське сільське поселення (рос. Десятовское сельское поселение) — муніципальне утворення у складі Ішимського району Тюменської області, Росія.
Адміністративний центр — село Десятова.

## Населення
Населення — 586 осіб (2020; 612 у 2018, 698 у 2010, 817 у 2002).

## Склад
До складу поселення входять такі населені пункти:
| Населений пункт         | Населення, осіб (2002) | Населення, осіб (2010) |
| ----------------------- | ---------------------- | ---------------------- |
| Десятова, село          | 592                    | 552                    |
| Комишка, присілок       | 84                     | 46                     |
| Комсомольська, присілок | 71                     | 47                     |
| Михайловка, присілок    | 70                     | 53                     |